# Circuit de Detroit

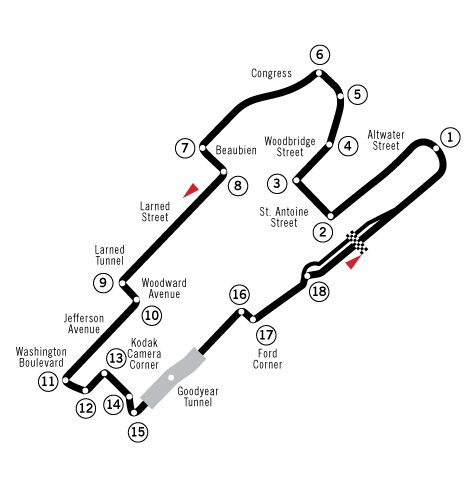
Circuit de Detroit

El Circuit de Detroit era un circuit urbà pels carrers de Detroit, Estats Units que es va fer servir per disputar-hi el Gran Premi de l'est dels Estats Units de Fórmula 1 entre les temporades 1982 i 1988.
L'any 1989, la carrera va deixar de formar part del calendari de la Fórmula 1 i fou inclòs al campionat CART. A partir de 1992, la carrera es disputava a Belle Isle, un parc de la ciutat sobre el riu Detroit. El gran premi es va deixar de disputar a partir del 2001 perquè es van reduir les vies pavimentades a l'illa.

## Traçat
El circuit original tenia 4,023 km, amb 17 corbes, 2 xicanes de gran dificultat i un túnel al marge del riu. Amb totes aquestes dificultats, es va aconseguir un GP més lent que el Gran Premi de Mònaco.

## Guanyadors del GP de l'est dels EUA de F1
Les curses dels anys que no van formar part del calendari de la Fórmula 1 estan marcats amb un fons de color.
| Any  | Pilot                         | Equip              | Resultats |
| ---- | ----------------------------- | ------------------ | --------- |
| 2001 | Hélio Castroneves (Brasil)    | Reynard-Honda      |           |
| 2000 | Hélio Castroneves (Brasil)    | Reynard-Honda      |           |
| 1999 | Dario Franchitti (Escòcia)    | Reynard-Honda      |           |
| 1998 | Alex Zanardi (Itàlia)         | Reynard-Honda      |           |
| 1997 | Greg Moore (Canadà)           | Reynard-Mercedes   |           |
| 1996 | Mario Andretti (Estats Units) | Lola-Cosworth      |           |
| 1995 | Robby Gordon (Estats Units)   | Reynard-Ford       |           |
| 1994 | Paul Tracy (Canadà)           | Penske-Ilmor       |           |
| 1993 | Danny Sullivan (Estats Units) | Lola-Chevrolet     |           |
| 1992 | Bobby Rahal (Estats Units)    | Lola-Chevrolet     |           |
| 1991 | Emerson Fittipaldi (Brasil)   | Penske-Chevrolet   |           |
| 1990 | Mario Andretti (Estats Units) | Lola-Chevrolet     |           |
| 1989 | Emerson Fittipaldi (Brasil)   | Penske-Chevrolet   |           |
| 1988 | Ayrton Senna                  | McLaren - Honda    | Resultats |
| 1987 | Ayrton Senna                  | Lotus - Honda      | Resultats |
| 1986 | Ayrton Senna                  | Lotus - Renault    | Resultats |
| 1985 | Keke Rosberg                  | Williams - Honda   | Resultats |
| 1984 | Nelson Piquet                 | Brabham - BMW      | Resultats |
| 1983 | Michele Alboreto              | Tyrrell - Cosworth | Resultats |
| 1982 | John Watson                   | McLaren - Cosworth | Resultats |